# Pleuridium arnoldii
Pleuridium arnoldii là một loài rêu trong họ Ditrichaceae. Loài này được R. Br. bis Paris mô tả khoa học đầu tiên năm 1898.